# Limpatar
Limpatar (en népalais : लिम्पाटार) est un comité de développement villageois du Népal situé dans le district d'Udayapur. Au recensement de 2011, il comptait 2 698 habitants.